# Epitaciolândia
Epitaciolândia es un municipio de Brasil, situado en sudeste de Acre. Su población es de 14.193 habitantes, su extensión de 1.659 km² y su densidad de población de 8,56 habitantes/km².
Limita al norte con el municipio de Xapuri, al este con Bolivia y al oeste con el municipio de Brasiléia.
Surgió hace 13 años de la división del municipio de Brasiléia. Su área urbana está separada de la del municipio de Brasiléia por el río Acre. También está unida a la ciudad de Cobija, en el departamento boliviano de Pando.

## Economía

### Evolución histórica
| Tamaño de la Economía del municipio de Epitaciolândia Riqueza promedio por cada habitante (PIB per Cápita) | Tamaño de la Economía del municipio de Epitaciolândia Riqueza promedio por cada habitante (PIB per Cápita) | Tamaño de la Economía del municipio de Epitaciolândia Riqueza promedio por cada habitante (PIB per Cápita) |
| Año | PIB (en Dólares)                                                                                           | PIB per Cápita                                                                                             |
| --- | --- | --- |
| 1999 | US$ 23 millones                                                                                            | US$ 2 192                                                                                                  |
| 2000 | US$ 25 millones                                                                                            | US$ 2 269                                                                                                  |
| 2001 | US$ 27 millones                                                                                            | US$ 2 444                                                                                                  |
| 2002 | US$ 19 millones                                                                                            | US$ 1 651                                                                                                  |
| 2003 | US$ 21 millones                                                                                            | US$ 1 744                                                                                                  |
| 2004 | US$ 28 millones                                                                                            | US$ 2 265                                                                                                  |
| 2005 | US$ 36 millones                                                                                            | US$ 2 791                                                                                                  |
| 2006 | US$ 43 millones                                                                                            | US$ 3 207                                                                                                  |
| 2007 | US$ 56 millones                                                                                            | US$ 4 104                                                                                                  |
| 2008 | US$ 69 millones                                                                                            | US$ 4 898                                                                                                  |
| 2009 | US$ 65 millones                                                                                            | US$ 4 436                                                                                                  |
| 2010 | US$ 85 millones                                                                                            | US$ 5 477                                                                                                  |
| 2011 | US$ 97 millones                                                                                            | US$ 6 210                                                                                                  |
| 2012 | US$ 90 millones                                                                                            | US$ 6 075                                                                                                  |
| 2013 | US$ 124 millones                                                                                           | US$ 7 745                                                                                                  |
| 2014 | US$ 109 millones                                                                                           | US$ 6 674                                                                                                  |
| 2015 | US$ 82 millones                                                                                            | US$ 4 916                                                                                                  |
| 2016 | US$ 80 millones                                                                                            | US$ 4 707                                                                                                  |
| 2017 | | |
| 2018 | | |
| Nota: Las cifras están expresadas en dolares estadounidenses.                                              | | |

### Posición a nivel estatal
| Municipios del Estado de Acre según el tamaño de su Economía PIB (producto interno bruto) en 2016                                                      | Municipios del Estado de Acre según el tamaño de su Economía PIB (producto interno bruto) en 2016 | Municipios del Estado de Acre según el tamaño de su Economía PIB (producto interno bruto) en 2016 | Municipios del Estado de Acre según el tamaño de su Economía PIB (producto interno bruto) en 2016 |
| Posición | Municipio                                                                                         | Producto interno bruto (en dólares)                                                               | Producto interno bruto (en reales)                                                                |
| --- | ------------------------------------------------------------------------------------------------- | ------------------------------------------------------------------------------------------------- | ------------------------------------------------------------------------------------------------- |
| 1.º | Río Branco                                                                                        | US$ 2 328 millones                                                                                | R$ 8 123 millones                                                                                 |
| 2.º | Cruzeiro do Sul                                                                                   | US$ 312 millones                                                                                  | R$ 1 088 millones                                                                                 |
| 3.º | Sena Madureira                                                                                    | US$ 136 millones                                                                                  | R$ 474 millones                                                                                   |
| 4.º | Tarauacá                                                                                          | US$ 122 millones                                                                                  | R$ 428 millones                                                                                   |
| 5.º | Brasiléia                                                                                         | US$ 116 millones                                                                                  | R$ 406 millones                                                                                   |
| 6.º | Senador Guiomard                                                                                  | US$ 99 millones                                                                                   | R$ 345 millones                                                                                   |
| 7.º | Feijó                                                                                             | US$ 97 millones                                                                                   | R$ 341 millones                                                                                   |
| 8.º | Epitaciolândia                                                                                    | US$ 80 millones                                                                                   | R$ 279 millones                                                                                   |
| 9.º | Plácido de Castro                                                                                 | US$ 75 millones                                                                                   | R$ 263 millones                                                                                   |
| 10.º | Acrelândia                                                                                        | US$ 65 millones                                                                                   | R$ 227 millones                                                                                   |
| 11.º | Porto Acre                                                                                        | US$ 63 millones                                                                                   | R$ 223 millones                                                                                   |
| 12.º | Xapuri                                                                                            | US$ 61 millones                                                                                   | R$ 215 millones                                                                                   |
| 13.º | Mâncio Lima                                                                                       | US$ 54 millones                                                                                   | R$ 189 millones                                                                                   |
| 14.º | Rodrigues Alves                                                                                   | US$ 52 millones                                                                                   | R$ 183 millones                                                                                   |
| 15.º | Marechal Thaumaturgo                                                                              | US$ 50 millones                                                                                   | R$ 175 millones                                                                                   |
| 16.º | Capixaba                                                                                          | US$ 49 millones                                                                                   | R$ 174 millones                                                                                   |
| 17.º | Bujari                                                                                            | US$ 45 millones                                                                                   | R$ 158 millones                                                                                   |
| 18.º | Manoel Urbano                                                                                     | US$ 35 millones                                                                                   | R$ 124 millones                                                                                   |
| 19.º | Porto Walter                                                                                      | US$ 31 millones                                                                                   | R$ 108 millones                                                                                   |
| 20.º | Assis Brasil                                                                                      | US$ 23 millones                                                                                   | R$ 83 millones                                                                                    |
| 21.º | Jordão                                                                                            | US$ 21 millones                                                                                   | R$ 74 millones                                                                                    |
| 22.º | Santa Rosa do Purus                                                                               | US$ 17 millones                                                                                   | R$ 61 millones                                                                                    |
| Total | Estado de Acre                                                                                    | US$ 3.934 millones                                                                                | R$ 13.751 millones                                                                                |
| Fuente: Instituto Brasileño de Geografía y Estadística IBGE. El tipo de cambio (anual promedio) durante el año 2016 fue de 3,48 reales por cada dólar. |                                                                                                   |                                                                                                   |                                                                                                   |
| Municipios del Estado de Acre por riqueza promedio de habitante (producto interno bruto per Cápita) en 2016                                            |                                                                                                   |                                                                                                   |                                                                                                   |
| Posición | Municipio                                                                                         | PIB per Cápita (en Dólares)                                                                       | PIB per Cápita (en Reales)                                                                        |
| 1.º | Río Branco                                                                                        | US$ 6 191 Dólares                                                                                 | R$ 21 543 Reales                                                                                  |
| 2.º | Brasileia                                                                                         | US$ 4 807 Dólares                                                                                 | R$ 16 728 Reales                                                                                  |
| 3.º | Bujari                                                                                            | US$ 4 800 Dólares                                                                                 | R$ 16 704 Reales                                                                                  |
| 4.º | Epitaciolândia                                                                                    | US$ 4 707 Dólares                                                                                 | R$ 16 382 Reales                                                                                  |
| 5.º | Senador Guiomard                                                                                  | US$ 4 644 Dólares                                                                                 | R$ 16 162 Reales                                                                                  |
| 6.º | Acrelândia                                                                                        | US$ 4 632 Dólares                                                                                 | R$ 16 119 Reales                                                                                  |
| 7.º | Capixaba                                                                                          | US$ 4 632 Dólares                                                                                 | R$ 16 085 Reales                                                                                  |
| 8.º | Plácido de Castro                                                                                 | US$ 4 136 Dólares                                                                                 | R$ 14 392 Reales                                                                                  |
| 9.º | Manoel Urbano                                                                                     | US$ 4 075 Dólares                                                                                 | R$ 14 182 Reales                                                                                  |
| 10.º | Cruzeiro do Sul                                                                                   | US$ 3 811 Dólares                                                                                 | R$ 13 262 Reales                                                                                  |
| 11.º | Porto Acre                                                                                        | US$ 3 749 Dólares                                                                                 | R$ 13 045 Reales                                                                                  |
| 12.º | Assis Brasil                                                                                      | US$ 3 487 Dólares                                                                                 | R$ 12 134 Reales                                                                                  |
| 13.º | Xapuri                                                                                            | US$ 3 462 Dólares                                                                                 | R$ 12 047 Reales                                                                                  |
| 14.º | Sena Madureira                                                                                    | US$ 3 211 Dólares                                                                                 | R$ 11 176 Reales                                                                                  |
| 15.º | Tarauacá                                                                                          | US$ 3 124 Dólares                                                                                 | R$ 10 873 Reales                                                                                  |
| 16.º | Mancio Lima                                                                                       | US$ 3 102 Dólares                                                                                 | R$ 10 796 Reales                                                                                  |
| 17.º | Feijó                                                                                             | US$ 3 030 Dólares                                                                                 | R$ 10 544 Reales                                                                                  |
| 18.º | Rodrigues Alves                                                                                   | US$ 3 020 Dólares                                                                                 | R$ 10 508 Reales                                                                                  |
| 19.º | Santa Rosa do Purus                                                                               | US$ 2 917 Dólares                                                                                 | R$ 10 150 Reales                                                                                  |
| 20.º | Marechal Thaumaturgo                                                                              | US$ 2 898 Dólares                                                                                 | R$ 10 084 Reales                                                                                  |
| 21.º | Porto Walter                                                                                      | US$ 2 831 Dólares                                                                                 | R$ 9 853 Reales                                                                                   |
| 22.º | Jordão                                                                                            | US$ 2 784 Dólares                                                                                 | R$ 9 688 Reales                                                                                   |
| Promedio | Estado de Acre                                                                                    | US$ 4 827 Dólares                                                                                 | R$ 16 837 Reales                                                                                  |
| Fuente: Instituto Brasileño de Geografía y Estadística IBGE. El tipo de cambio (anual promedio) durante el año 2016 fue de 3,48 reales por cada dólar. |                                                                                                   |                                                                                                   |                                                                                                   |